# 2-Chloro-1-propanol
Le 2-chloro-1-propanol est un composé organique de formule CH3–CHCl–CH2OH. Il s'agit d'un alcool primaire de chloroalcane, se présentant sous la forme d'un liquide combustible incolore faiblement volatil et peu odorant, miscible avec l'eau. C'est un composé chiral, contenant un centre stéréogène et possédant donc deux stéréoisomères : les énantiomères (R) et (S). Le racémique  est appelé (RS)-2-chloro-1-propanol.
Le 2-chloro-1-propanol peut être obtenu par réaction entre le chlorure d'allyle CH2=CH–CH2Cl et l'eau H2O sous catalyse acide, ou par chlorhydration du propène CH2=CH–CH3, dans les deux cas avec formation concomitante de l'isomère 1-chloro-2-propanol CH3–CHOH–CH2Cl. Il est utilisé industriellement comme intermédiaire dans la production de composés chimiques tels que l'oxyde de propylène CH3C2H3O.